# Insuficiência hepática aguda
Insuficiência hepática aguda é o aparecimento súbito de complicações graves logo após os primeiros sinais de doença hepática (como icterícia), sendo um indicador de que o fígado apresenta lesões graves (perda de 80-90% da função nas células hepáticas). As complicações são encefalopatia hepática e diminuição da síntese proteica. 

## Classificação
A classificação mais aceite na Europa é a classificação de O'Grady de 1993 que divide a insuficiência hepática aguda em 3 categorias, com base no tempo decorrido entre o desenvolvimento de encefalopatia após o início da icterícia:
- hiperaguda - o doente desenvolve encefaloptia nos primeiros 7 dias após o aparecimento de icterícia
- aguda - o doente desenvolve encefalopatia 8 a 28 dias após o aparecimento de icterícias
- sub-aguda - o doente desenvolve encefaloptia 4 a12 semanas após o início da icterícia

O ritmo de progressão da doença e a causa subjacente influenciam significativamente o prognóstico. Quando a causa da insuficiência hepática é tóxica, por exemplo em intoxicação por paracetamol ou após ingestão de Amanita phalloides, ou isquémica, o doente pode desenvolver encefalopatia antes do início da icterícia e pode haver ausência de pródromo.